# オーディシャス (原子力潜水艦)
オーディシャス（HMS Audacious, S122）は、イギリス海軍の原子力潜水艦。アスチュート級原子力潜水艦の4番艦。艦名は「大胆な」を意味する形容詞にちなむ。その名を持つ艦としてはオーディシャス級航空母艦1番艦（R05）以来6隻目である。

## 艦歴
「オーディシャス」は2007年5月にBAEシステムズ・サブマリン・ソリューションズ（現BAEシステムズ・サブマリンズ）に発注され、2009年3月24日起工、2016年12月16日に「オーディシャス」と命名されて、2017年4月28日に進水式が行われた。2020年4月3日にイギリス海軍へ引き渡され、2021年9月23日に就役式典が行われた。
「オーディシャス」は2022年、北大西洋条約機構（英: The North Atlantic Treaty Organization、略称：NATO）と連携して東地中海での哨戒任務を実施した。